# Eridolius schiodtei
Eridolius schiödtei là một loài tò vò trong họ Ichneumonidae.